# Swallowcliffe
 (septembre 2023).
Swallowcliffe est une paroisse civile et un village du Wiltshire, en Angleterre.